# إتش تي سي آريا
اتش تي سي اريا هو هاتف محمول من إتش تي سي يعمل بنظام أندرويد.

## الخصائص
- نظام التشغيل: أندرويد
- الشاشة: شاشة لمس
- الوزن: 115 غرام
- المعالج: 600 ميجا هرتز
- الذاكرة: 384 ميجابايت
- التخزين: 512 ميجابايت